# Lay All Your Love on Me

DiscoNet 12" extended remix 1981

Lay All Your Love on Me — пісня шведського поп-гурту ABBA, записана у 1980 році для їхнього сьомого студійного альбому Super Trouper. Пісня не планувалася як сингл, але після того, як ремікс пісні набув популярності в нічних клубах, пісня була випущена як шостий і останній сингл альбому влітку 1981 року, через вісім місяців після виходу альбому. На той час це була найбільш продавана 12-дюймова платівка в історії британського хіт-параду, де вона посіла 7-ме місце.
У 2006 році Slant Magazine помістили її на 60 місце у своєму списку найкращих танцювальних пісень усіх часів, і на 66 місце в оновленому списку 2020 року.

## Історія
Lay All Your Love on Me — електро-диско пісня, написана Бенні Андерссоном і Б'єрном Ульвеусом, з вокалом Агнети Фельтскуг. Запис розпочався на Polar Music Studios у Стокгольмі 9 вересня 1980 року, а остаточне зведення пісні було завершено 10 жовтня 1980 року.
Lay All Your Love on Me відома низхідним вокальним звуком у кінці куплету, що безпосередньо передує приспіву. Цього було досягнуто шляхом подачі вокалу на пристрій гармонізатора, який був налаштований на створення дещо нижчої версії вокалу. У свою чергу його вихід подавався назад на вхід, таким чином постійно знижуючи висоту вокалу. Андерссон і Ульвеус вважали, що приспів пісні звучить як гімн, тому частини вокалу в приспівах були пропущені через вокодер, щоб відтворити звук церковної пастви, яка співає, трохи не в такт. Спочатку пісня не планувалася до випуску як сингл, але була видана на 12-дюймовій платівці у Великій Британії та кількох інших країнах у 1981 році. Відтоді "Lay All Your Love on Me" часто переспівували, а також пісня увійшла до мюзиклу Мамма Міа! (та його фільмової адаптації), у якому прозвучало багато хітів ABBA).

## Музичне відео
ABBA не знімали промо-відео до "Lay All Your Love on Me", і тому Epic поспіхом змонтували відео (вартістю 3500 фунтів стерлінгів), використавши вже існуючі уривки з "Take a Chance on Me", "Summer Night City", "The Name of the Game", "I Have a Dream", "Voulez-Vous" і "The Winner Takes It All". Його ніколи не транслювали по телебаченню, оскільки менеджери Epic вважали, що воно "не потрібне", але воно увійшло до ABBA Gold VHS.

## Сприняття
Оскільки "Lay All Your Love on Me" не планувалася як сингл, вона не була випущена до 1981 року, наступного року після її запису. Лише після реміксу Рауля А. Родрігеса(також відомого як C.O.D) з гурту Disconet — набула популярності в нічних клубах, та очолила американський Hot Dance Club Play чарт (разом з "Super Trouper" та "On and on and on").Тому було прийнято рішення випустити "Lay All Your Love on Me" на окремих територіях у 12-дюймовому форматі, на відміну від стандартної 7-дюймової платівки. Пік альбому припав на 7 місце у Великій Британії, ставши найнижчим синглом ABBA з часів "I Do, I Do, I Do, I Do, I Do, I Do, I Do" у 1975 році. Однак, досягнення 7 місця в хіт-параді було на той час найвищою позицією, досягнутою для 12-дюймовим релізом у Великій Британії. "Lay All Your Love on Me" також потрапив до хіт-парадів Ірландії (№8), Бельгії (№13) та Західній Німеччині (№26).
Станом на вересень 2021 року це 17-та найпопулярніша пісня ABBA у Великій Британії, включаючи як чисті продажі, так і цифрові прослуховування.